# Villa da Prato
Villa da Prato, il cui nome completo è Villa da Prato-Fiorini, è una villa padronale di campagna di impianto semplice, situata a Caldiero (Verona).

## Storia
La villa è  stata costruita tra la fine del secolo XV e l'inizio del secolo XVI, verosimilmente su preesistenze. È un edificio lineare disposto su 3 piani, in posizione leggermente discosta dal centro dell'abitato, all'interno di una proprietà recintata che occupa l'ultimo contrafforte della Valle d'Illasi. La Villa è censita dall'Istituto Regionale Ville Venete ed è vincolata ai sensi della Legge 1089/1939. Dalla primavera del 2013 aderisce alla Carta dei Servizi della Regione Veneto. Fa inoltre parte dell'Associazione Ville Venete.
Dalla Villa, anticamente denominata "Palazzo", proviene una parte sostanziale della collezione di armi bianche  esposta nel Museo di Castelvecchio di Verona, donata ai Civici Musei d'Arte di Verona nel 1947 dalla N.D. Eloisa da Prato, l'ultima da Prato a risiedere nella villa prima che quest'ultima passasse per eredità ai parenti ed attuali proprietari, la famiglia Fiorini di Verona. Alla volontà della Contessa Eloisa si deve anche l'istituzione dell'Opera Pia da Prato.

## Caratteristiche architettoniche
L'accesso alla villa avviene dal fronte nord, dall'antica via Capodivilla. La facciata nord, con un portale bugnato ad arco, conserva residue tracce di affresco che consentono ancora di leggere l'antica scansione cinquecentesca, nonostante l'edera che ricopriva le superfici all'inizio del XX secolo abbia danneggiato le decorazioni. La facciata più bella è probabilmente quella sud, ingentilita da una piccola loggia a 3 arcate con colonne di marmo veronese. Entrambe le facciate hanno balconi in pietra settecenteschi con ringhiere in ferro battuto.
I fabbricati rustici sono successivi all'edificio padronale. Tra tutti, spicca la seicentesca torre colombaia in cotto, la cui particolarità è quella di avere come lati i punti cardinali. La torre sovrasta una corte fortificata racchiusa da due barchesse, entrambe raffigurate in una mappa del 1818 conservata all'interno della villa, sebbene un'iscrizione sulla barchessa nord rechi la data 1840. La corte è completata da un ulteriore edificio residenziale a due piani fuori terra (di fine '700-inizio '800), la cui porta è sormontata da uno stemma in pietra non inciso.

## Gli interni
La disposizione interna delle sale è quella classica delle ville venete cinquecentesche, con salone centrale e stanze ai lati, sia al piano terra che al piano nobile. I saloni del piano terra e del primo piano attraversano la costruzione da parte a parte, secondo la tipica configurazione con salone passante. Rimane la soffittatura con travi lignee sostenute da robusti barbacani in legno. Il soffitto è impreziosito da correntini che formano dei cassettoni. Sottotravi e cassettoni sono decorati con tempere di gusto rinascimentale, che raffigurano animali fantastici al piano nobile, foglie d'acanto al pianterreno (dove il soffitto è meno integro). Pregevole camino nella suggestiva cucina. Gli interventi di restauro realizzati da Giammaria Fiorini e dalla moglie Aida negli anni 1960 hanno portato alla luce un affresco quattrocentesco di notevole fattura, raffigurante sant)Antonio Abate. Un altro affresco raffigurante il blasone dei da Prato (con la croce del Calvario legata su monte all'italiana) è stato rinvenuto nella sala denominata "Sala antica".

## La proprietà
La proprietà che circonda la villa, originariamente più estesa, è tuttavia rimasta relativamente integra nel corso dei secoli. Attualmente occupa un'estensione complessiva di circa 7 ettari, con parco, vigneto (DOC Arcole) e macchie boschive, risorgive, un laghetto e un piccolo rilievo artificiale terrazzato denominato "Montagnola". Un tempo l'acqua delle risorgive andava ad alimentare il lavatoio pubblico di Caldiero, i cosiddetti "Lavandari".
Sulla proprietà si trovano numerose essenze arboree, con alcuni esemplari secolari, tra cui spicca in particolare un platano di dimensioni monumentali. Le macchie boschive danno riparo a molte specie di uccelli e anche ad alcune specie protette. La coltura della vite nel brolo della Villa è attestata fin dal XV secolo.

## Personaggi
Fino alla morte della Contessa Luigia, detta Eloisa (1960), nata Monti e vedova del Conte Arturo da Prato, la villa è sempre appartenuta alla famiglia dei Nobili da Prato, anticamente Cassini, verosimilmente fuoriusciti pratesi (da cui il nome da Prato o Da Prato) insediatisi a Verona nel periodo scaligero. Secondo l'albero genealogico conservato in Villa, il capostipite della famiglia fu tale Pacino Cassini (1373). Le prime testimonianze storiche di una certa attendibilità riguardano però Giovanni da Prato, aggregato con la sua discendenza nel Nobile Consiglio di Verona nel 1406. 
La famiglia ha ricevuto il titolo comitale nel 1670, da Ferdinando Carlo di Gonzaga-Nevers, ultimo duca di Mantova. Il titolo venne successivamente riconosciuto alla Restaurazione con sovrana risoluzione del 22 settembre 1820. 
Lo Schröder inserisce a torto tra i da Prato veronesi il celebre condottiero Leonardo Prato, cavaliere gerolosomitano di origine leccese, morto guerreggiando contro i Francesi nel 1511 e a cui la Serenissima rese omaggio con un monumento funebre nella Basilica dei SS. Giovanni e Paolo a Venezia (San Zipolo).
Alla famiglia hanno invece dato lustro Girolamo da Prato, nato il 16 novembre 1705 da Marciano e dalla contessa Camilla Torri. Dopo aver inizialmente intrapreso lo studio del diritto all'università di Padova, entrò a far parte della Congregazione dell'Oratorio dei Filippini di Verona, all'età di 23 anni, il 3 novembre del 1728, contro il volere dei famigliari, contrari alla sua vocazione perché l'altro figlio Luigi Orazio prestava servizio nelle falangi austriache (partecipò tra l'altro alla Battaglia di Parma del 29 giugno 1734, alla battaglia di Camposanto, alla presa e ripresa di Colorno). Dedicatosi allo studio delle lingue greca, ebraica, siriaca e caldea, Girolamo da Prato pubblicò una nuova edizione delle opere di Sulpicio Severo in 2 tomi in 4to, illustrata con note e dissertazioni (1741). Diede altresì alle stampe le Dissertazioni sopra l'Epitaffio di Pacifico arcidiacono di Verona, un'opera intitolata De chronicis libris duobus ab Eusebio Coesariensis scriptis et editis (1750) e, su un tono più leggero, alcune riflessioni sul gioco degli scacchi. Importante il suo ruolo nel riordino della Biblioteca Capitolare di Verona. Morì di apoplessia nel 1782, dopo due mesi di malattia, all'età di 77 anni. 
Gli archivi della Villa conservano un manoscritto del nipote Giuseppe da Prato, nato nel 1757 a Verona, in Contrada Colomba. Da questo diario apprendiamo, per mano di Giuseppe, che il padre Luigi "riordinò con non lieve spesa tutta la casa dominicale in Caldier, in contrà delle Fontane, che riuscì bastante comoda e decorosa, indi rinovò tutta la rusticale alzandola tutta, serando un portico che vi era al mezzodì". Nel suo diario, Giuseppe da Prato ripercorre le tappe salienti della sua giovinezza, in particolare il servizio nella paggeria di Sua Altezza Serenissima Giuseppe Ignazio Filippo d’Assia-Darmstadt, principe vescovo di Augusta, e successivamente presso Sua Altezza Reale Clemente Venceslao, principe di Polonia, duca di Sassonia ed elettore di Treviri, che gli valse, al rientro in patria, la patente di ciambellano del Principe. 
Nel settembre 2014, il diario di Giuseppe da Prato ha vinto il Premio Commissione di Lettura “Giuseppe Bartolomei” assegnato nell'ambito del Premio Saverio Tutino indotto dall'Archivio Diaristico Nazionale di Pieve Santo Stefano. La narrazione del diario si interrompe al rientro in patria dalla Germania. Sappiamo tuttavia che Giuseppe Da Prato assunse l'incarico di Commissario della stazione di Campara, nei pressi di Pastrengo, diventando così un testimone di primo piano dell'arrivo dei Francesi e della ritirata degli Austriaci. Nel 1796, era Colonnello dei Corazzieri e aiutante del Tenente Generale Conte Nogarole, in quei momenti Comandante in Capo delle Venete Armi. Successivamente assunse l'incarico di Commissario Civile presso il Quartier Generale dell'Armata Austriaca in Italia, forte anche della propria padronanza della lingua tedesca. In una supplica scritta all'Imperatore d'Austria Francesco I, il da Prato evoca "la rovina riprodotta nei propri fondi posti in Caldiero teatro per ben cinque volte della guerra".
Emilio da Prato, nipote di Giuseppe, nato a Caldiero nel 1842 da Giovanni Luigi da Prato e Carlotta Felisi e morto nel 1876, combatté nelle file dei Garibaldini nell'ambito della Spedizione dei Mille e successivamente tra i bersaglieri a Porta Pia, nel 1870. Diversamente dall'altro garibaldino caldierese, Sante Cengiarotti, Emilio da Prato non figura però nell'elenco dei Mille del primo sbarco in Sicilia.